# Setaphis canariensis
Setaphis canariensis es una especie de arañas araneomorfas de la familia Gnaphosidae.

## Distribución geográfica
Es endémica de las Canarias (España).